# Carex zunyiensis
Carex zunyiensis är en halvgräsart som beskrevs av Tang och Fa Tsuan Wang. Carex zunyiensis ingår i släktet starrar, och familjen halvgräs. Inga underarter finns listade i Catalogue of Life.